# Šilopaj
Šilopaj (cyr. Шилопај) – wieś w Serbii, w okręgu morawickim, w gminie Gornji Milanovac. W 2011 roku liczyła 85 mieszkańców.